# GS Salus et Virtus Turate
GS Salus et Virtus Turtate is een Italiaanse voetbalclub uit Rescaldina die in de Serie D/B speelt. De club werd opgericht in 1927. De officiële clubkleuren zijn wit en blauw.